# Neogene (bướm đêm)
Neogene là một chi bướm đêm thuộc họ Sphingidae.

## Các loài
- Neogene albescens - Clark 1929
- Neogene carrerasi - (Giacomelli 1911)
- Neogene corumbensis - Clark 1922
- Neogene curitiba - Jones 1908
- Neogene dynaeus - (Hubner 1927)
- Neogene intermedia - Clark 1935
- Neogene pictus - Clark 1931
- Neogene reevei - (Druce 1882)
- Neogene steinbachi - Clark 1924

## Hình ảnh

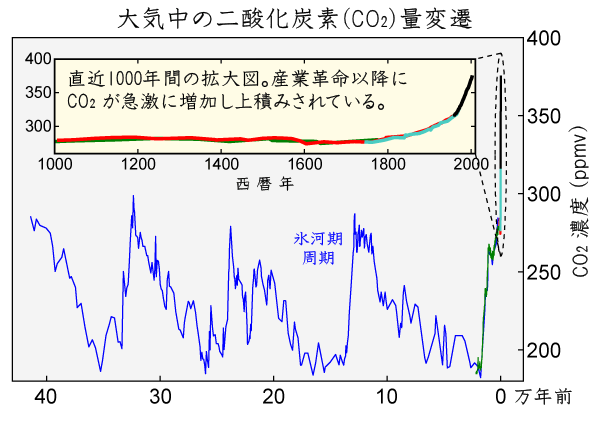
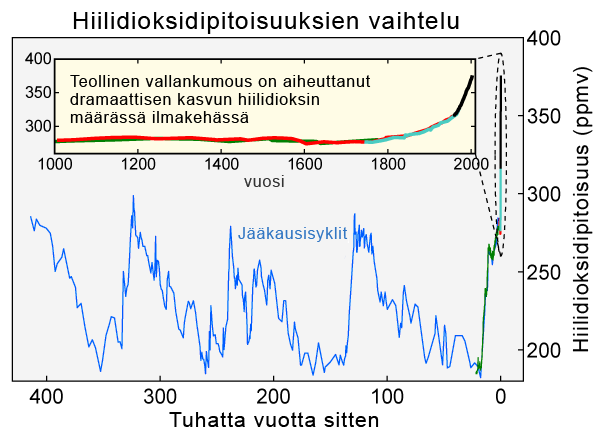
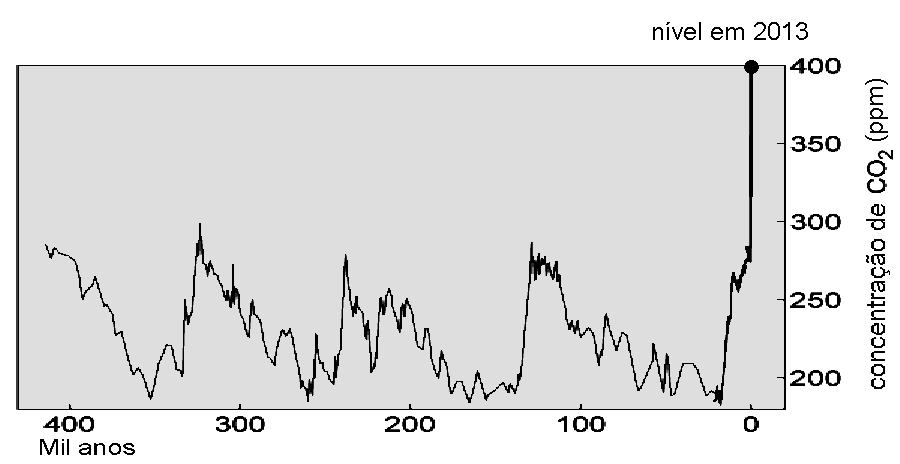
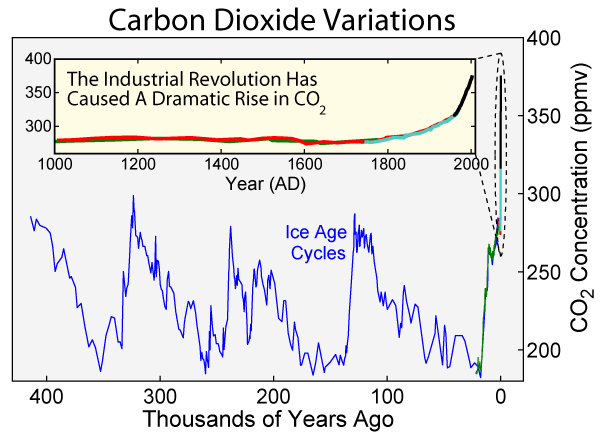